# Anita Neville
Pour les articles homonymes, voir Neville.
Anita Neville (née le 22 juillet 1942 à Winnipeg, Manitoba) est une femme politique canadienne.

## Biographie
En 2000, elle est élue députée à la Chambre des communes du Canada, représentant la circonscription manitobaine de Winnipeg-Centre-Sud sous la bannière du Parti libéral du Canada. Réélue en 2004, 2006 et en 2008, elle est battue par la conservatrice Joyce Bateman en 2011.
En 2022, elle est nommée lieutenante-gouverneure du Manitoba.